# Селеукское месторождение гипса
Селеукское месторождение гипса — действующее месторождение гипса у д. Ишеево в Ишимбайском районе Республики Башкортостан в пойме реки Селеук. Входит в пятёрку самых крупных месторождений России.. Западно-Кордонный участок Селеукского месторождения гипса в 7 км восточнее города Стерлитамака является основным источником сырья для гипсового и цементного производств на предприятии ОАО «Сода», отрабатывается ЗАО «Сырьевая компания». Еще до 1917 года жители Ишеево обжигали гипс для получения алебастра и снабжали им город.
Освоение месторождения, имеющего форму растянутого многоугольника площадью примерно 50 гектаров, началось в 1958 году. Отгрузка гипсового камня в технологические цехи объединения после дробления его на д.с.ф. производится автотранспортом или по грузовым подвесным канатным дорогам (ГПКД). По качеству гипсовый камень Западно-Кордонного участка относится к 3 сорту (содержание CaSO4 х2H2O — 66,41,0-97,51 %). Мощность вскрышки на участке, также как и на всем месторождении, от 1 до 10 м (в среднем — 3,5 м).
Первые целенаправленные поисковые геологоразведочные работы на гипс на Селеукской площади проводились «Уралгеолнерудтрестом» в 1947—1951 гг. (Л. В. Качин, 1951 г). Были разведаны северная и южная часть месторождения: участки Западно-Кордонный, Восточно-Кордонный, Ишеевский, г. Барская, и др., определены запасы гипса Селеукского месторождения (утвержденое ГКЗ СССР в 1952 г.).
Участок месторождения «Гора Барская» находится у горы Барская, не разрабатывается. Сложен гипсами кунгурского яруса нижнепермского периода. Они граничат: на северо-западе по тектоническому контакту с отложениями артинского яруса верхней перми, на юго-западе с уфимской свитой, а на северо-востоке на размытой поверхности кунгура залегают третичные отложения.
На нижних гипсометрических горизонтах толща представлена гипсоангидритами. Подстилается она артинскими известняками. Мощность гипсоангидритовой толщи на детально изученных участках месторождения, принятая до отметки +130 м равной от 38 до 57 м. Толща гипсоангидритов простирается в северо-восточном направлении вдоль правого берега р. Селеук на 5 км. Основное направление падения пластов СВ 70-800, угол 18-200.
На 1.1.2011 Государственным балансом учтены запасы гипсов промежуточной и крайней юго-восточной слабо изученных частей месторождения, которые занимают площадь между Западно-Кордонным и Ишеевским участками (гора Крутая, гора Барская, гора Уфимская) по категории С2 в количестве 366 млн т. (протокол ГКЗ СССР от 26.05.1952 г № 7430).